# Anzolo Rafael

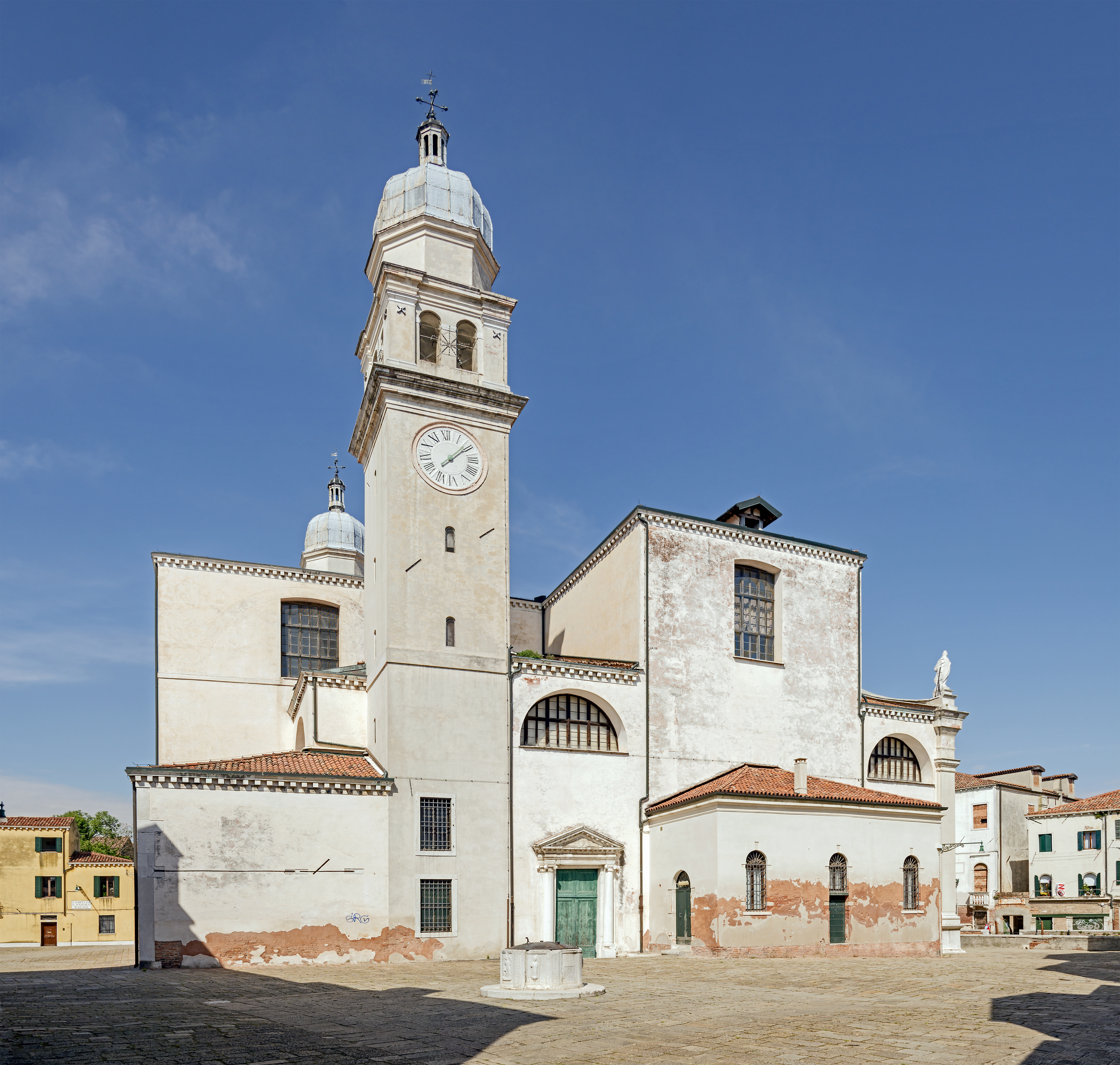
Der Gesamtkomplex

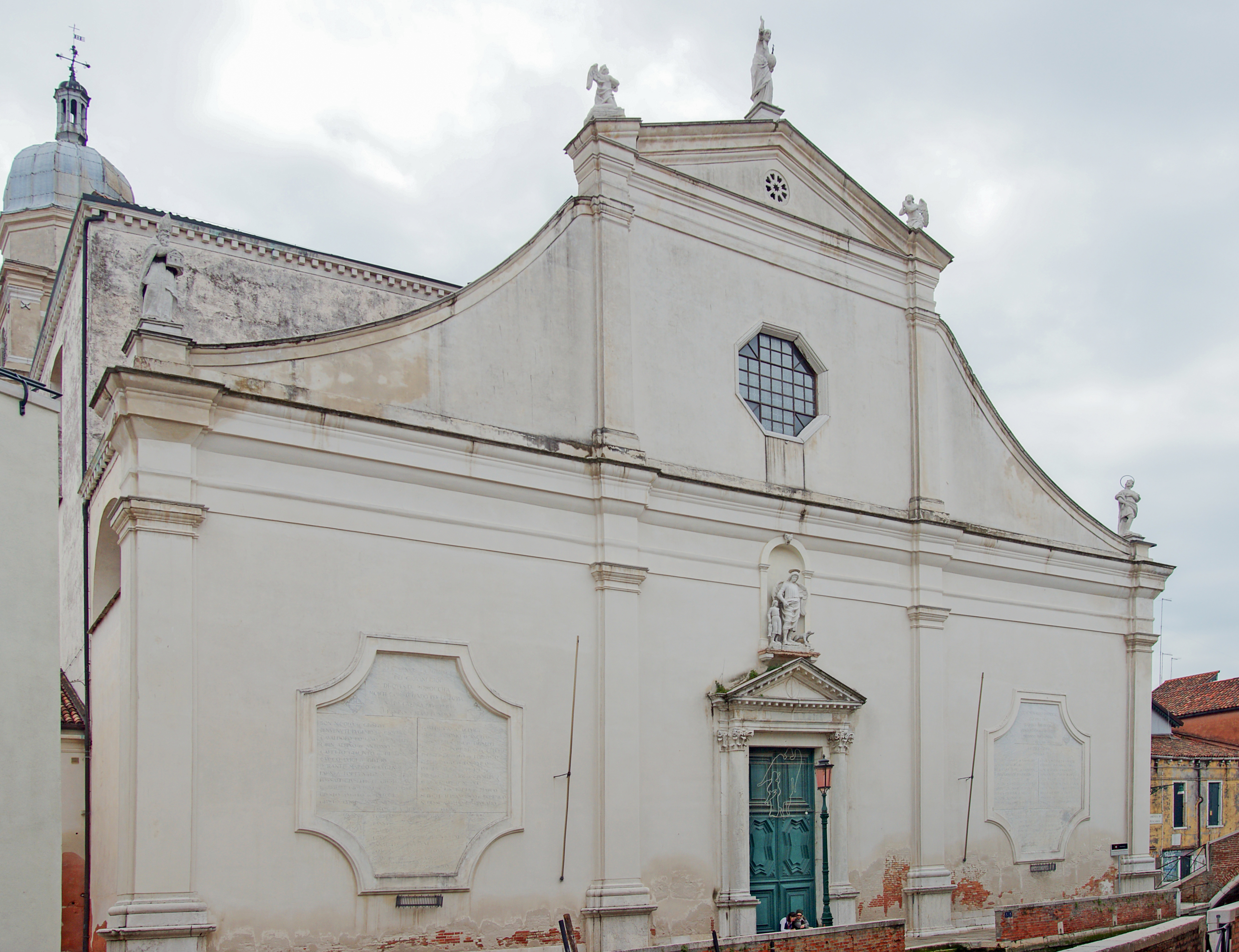
Die Fassade

Anzolo Rafael (italienisch Sant’Angelo Raffaele, auch San Raffaele Arcangel) ist eine Kirche im venezianischen Sestiere Dorsoduro, die den Namen des Erzengels Raphael trägt. Die Fassade der im Barock beinahe neu gebauten Kirche aus dem Jahr 1735 ist fast schmucklos. Die freistehende Kirche – in Venedig äußerst selten – soll bereits im 6. oder 7. Jahrhundert entstanden sein, brannte jedoch mehrfach ab und wurde im 17. Jahrhundert weitgehend neu gebaut. Sie gab dem angrenzenden Campo de l’Anzolo Rafael seinen Namen.

## Geschichte

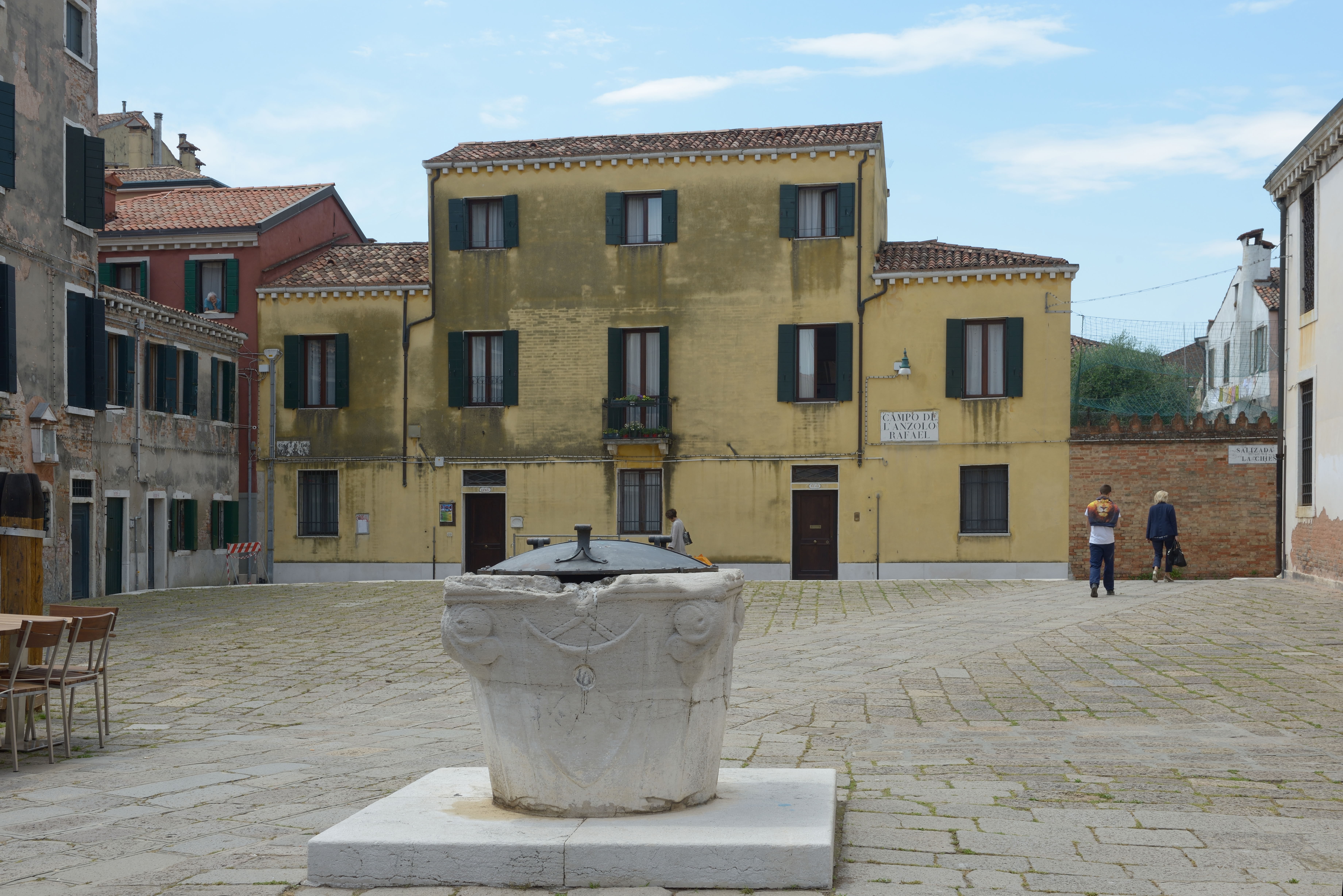
Blick auf den angrenzenden Campo de l'Anzelo Rafael, rechts die Kirche

Tatsächlich erhebt sich die Kirche auf einer der am frühesten besiedelten Inseln Venedigs. Entsprechend der venezianischen Tradition soll die Kirche einer der acht Sakralbauten sein, die auf Magnus von Oderzo zurückgehen, den dortigen Bischof.
Historisch besser belegt ist die Zerstörung der Kirche durch einen Brand um das Jahr 899, der während der Belagerung der Stadt durch Ungarn entfacht wurde. Zwar wurde die Kirche wieder aufgebaut, doch brannte sie 1106 und 1149 erneut ab.
Im 17. Jahrhundert galt die Kirche als so baufällig, dass unter Leitung des Baumeisters Francesco Contin aus Lugano ein Neubau erfolgte. Dabei erstreckten sich die Ausschmückungsarbeiten bis in die Jahre zwischen 1743 und 1749. Im 19. Jahrhundert waren die meisten Einwohner der Gemeinde Fischer oder Seeleute.
Die Fassade wurde 2004 restauriert, was ihre Kargheit noch stärker betont. Neben dem Gebäude erhebt sich der 35 m hohe Glockenturm (Campanile). Die ursprüngliche Form des Grundrisses, ein griechisches Kreuz, wurde über alle Zerstörungen und Umbauten hinweg bewahrt.

## Ausstattung

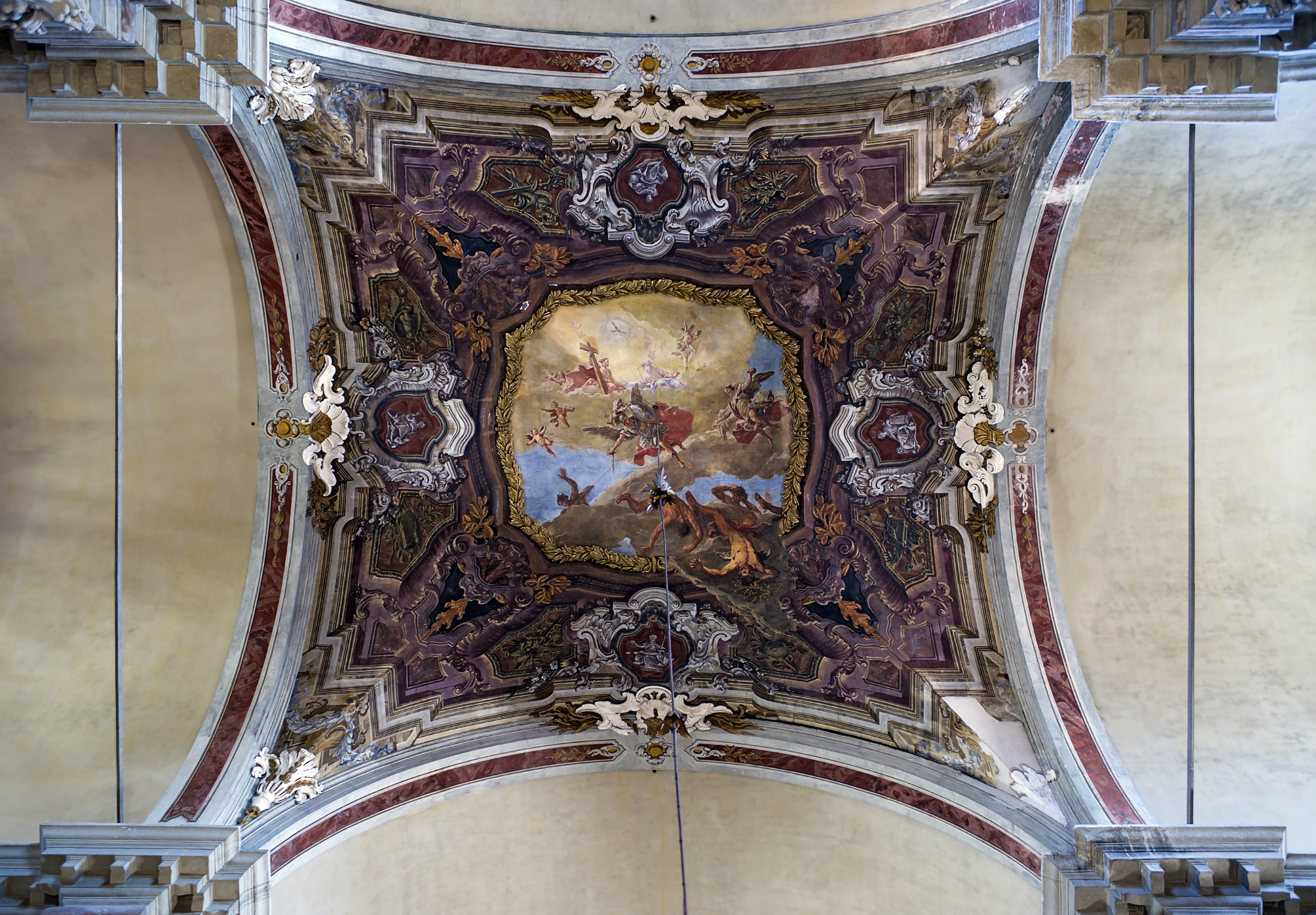
Deckengestaltung von Francesco Fontebasso

Die heutige Ausstattung der Kirche ist vergleichsweise bescheiden. Das zentrale Deckengemälde stammt von Francesco Fontebasso, einem Schüler von Sebastiano Ricci und wohl auch des Giovanni Battista Tiepolo. Ebenfalls von Fontebasso stammt das Deckenfresko des Baptisteriums.

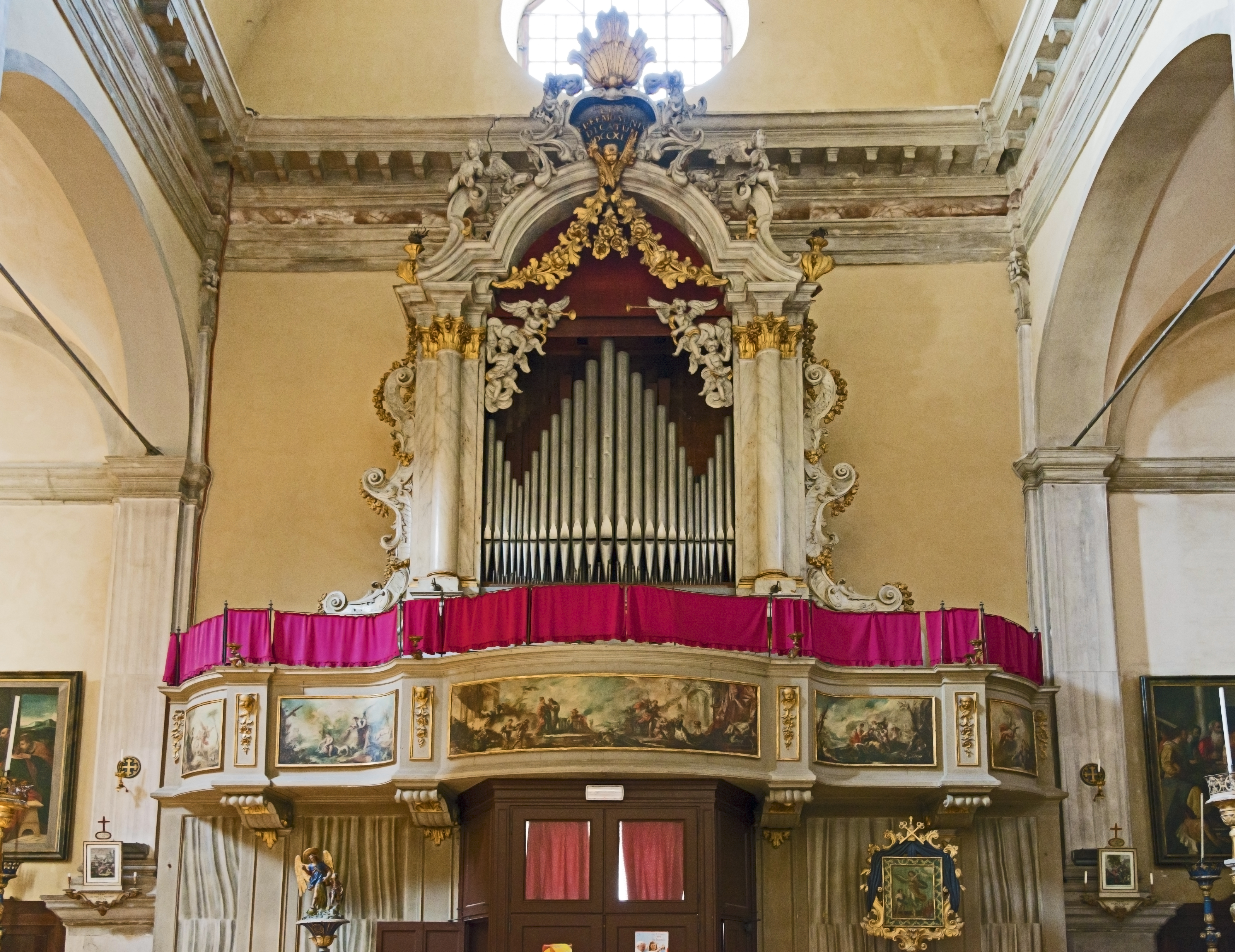
Orgel

1743 bis 1749 bauten Antonio und Tommaso Amigoni die heutige Orgel. Für die Balustrade der Orgelbrüstung schuf nicht, wie vielfach angenommen, Giovanni Antonio Guardi, sondern sein Bruder, der Vedutenmaler Francesco Guardi, die Sequenz der Geschichte des Tobias, dem der Erzengel Raffael auf seiner Reise beisteht.